# Maurizio Malvestiti

Stema episcopului Maurizio Malvestiti, episcop de Lodi; deviza sa este: In silentio et spe („În tăcere și speranță”).

Maurizio Malvestiti (n. 25 august 1953, Marne, Filago, Lombardia, Italia) este un cleric italian, episcop romano-catolic al  Diecezei de Lodi din 26 august 2014.

## Biografie
Născut în Marne (un cartier al orașului Filago) în 1953, a fost botezat în Biserica parohială „Sf. Bartolomeu”. Maurizio Malvestiti a studiat la Seminarul din Bergamo și a fost hirotonit preot în 1977. A continuat studiile teologice la Roma. Din 1978 până în 1994 a fost educator, profesor și vicerector al Seminarului din Bergamo.
În 1994 a fost numit funcționar al Congregației pentru Bisericile Orientale, iar în 2009 subsecretar al Congregației. În acești ani el a fost secretarul a trei cardinali-prefecți care s-au succedat la conducerea Congregației: Achille Silvestrini, Ignace Moussa I Daoud și Leonardo Sandri. În această perioadă a fost, de asemenea, rector al bisericii San Biagio (Biserica armenilor).
La 26 august 2014, la o zi după ce împlinise 61 de ani, papa Francisc l-a numit episcop de Lodi, în locul episcopului Giuseppe Merisi, care s-a retras din funcție din cauza vârstei sale înaintate.

## Galerie foto

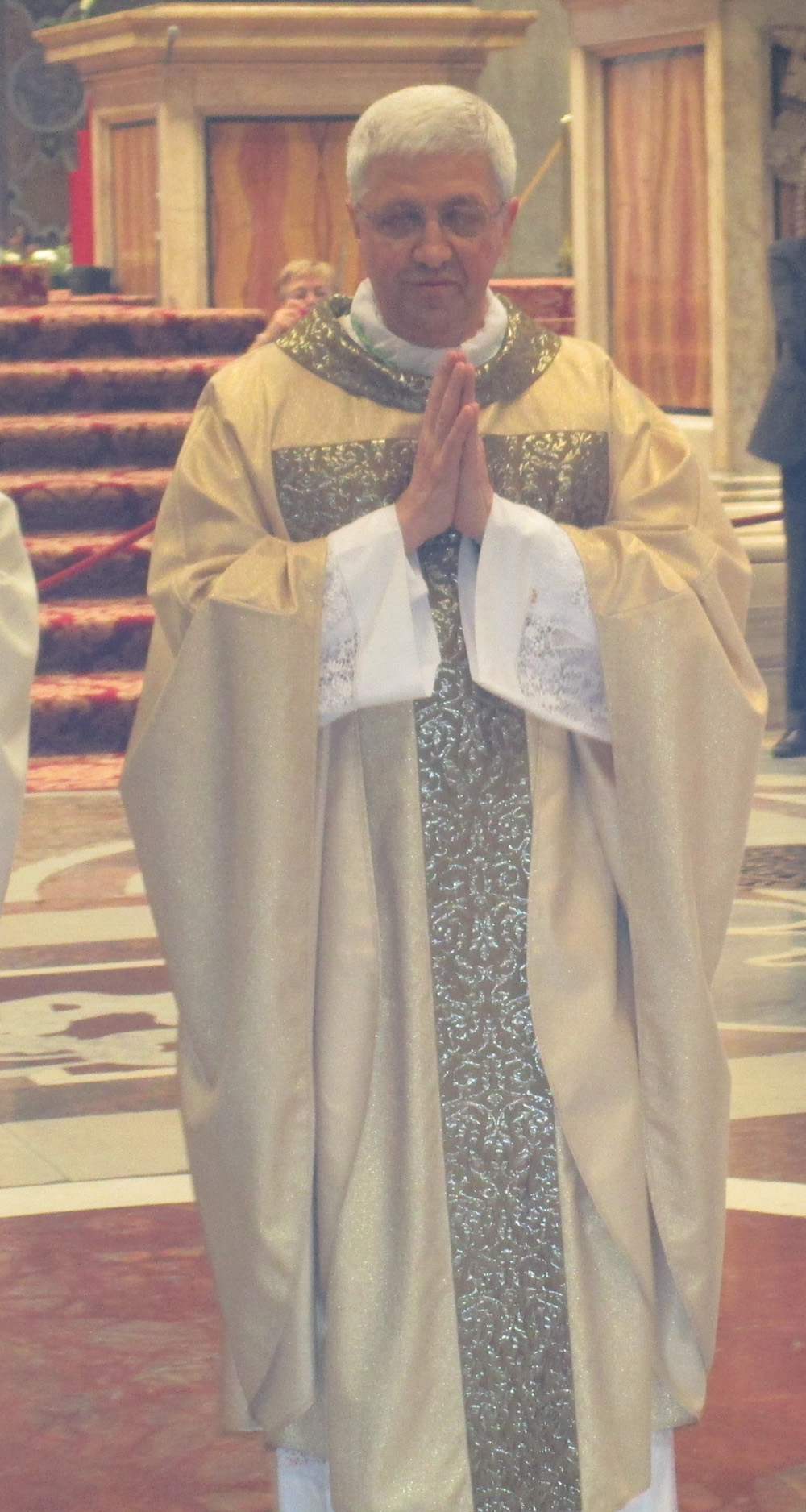
Monseniorul Malvestiti în timpul ceremoniei de hirotonire episcopală din Bazilica Sfântul Petru din Roma.
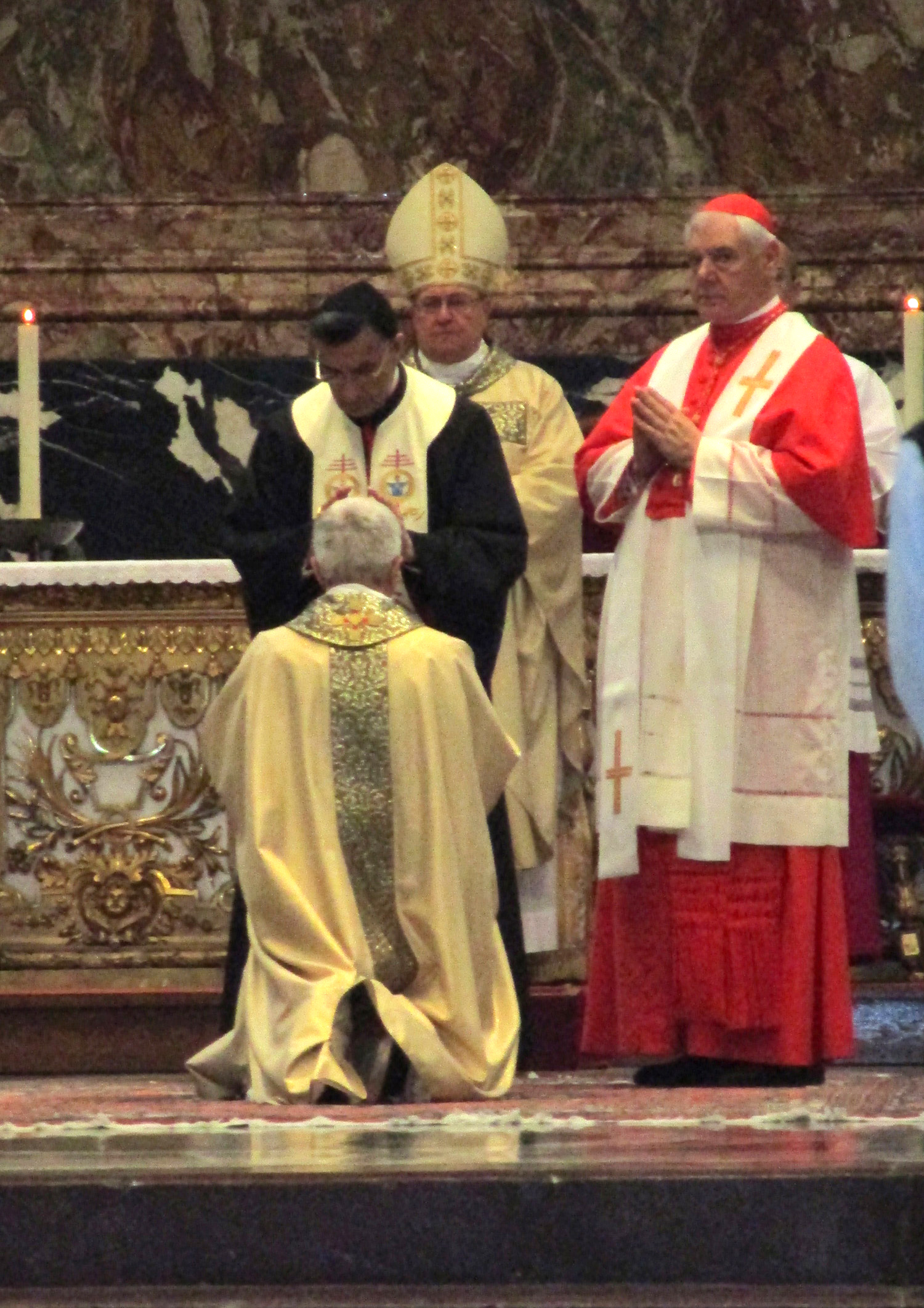
Patriarhul maronit Bechara Boutros al-Rahi în timpul ceremoniei de hirotonire episcopală (punerea mâinilor) a monseniorului Malvestiti. În spatele lor, cardinalii Sandri și Müller.
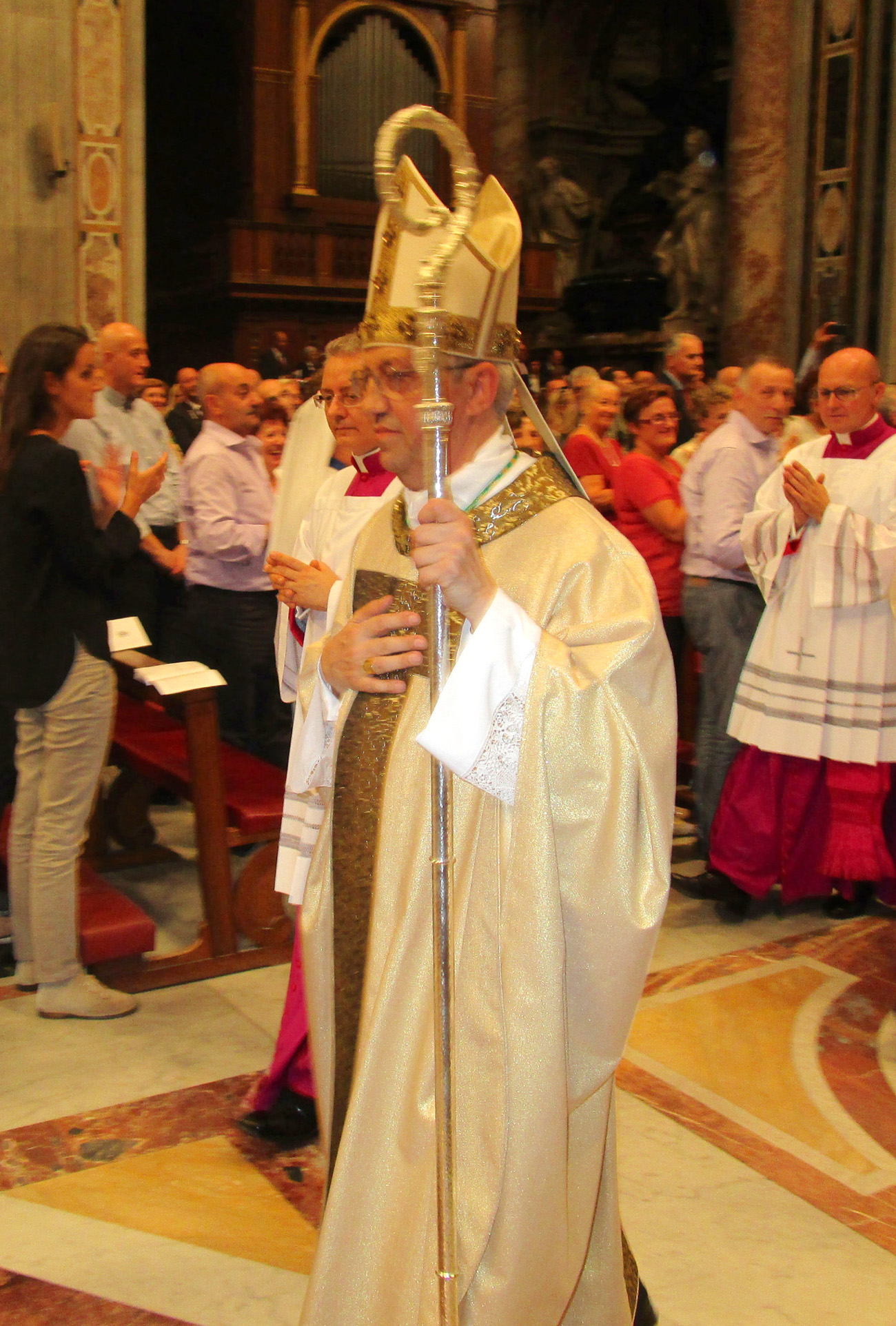
Monseniorul Malvestiti, episcop nou hirotonit, în Bazilica Sfântul Petru din Roma.
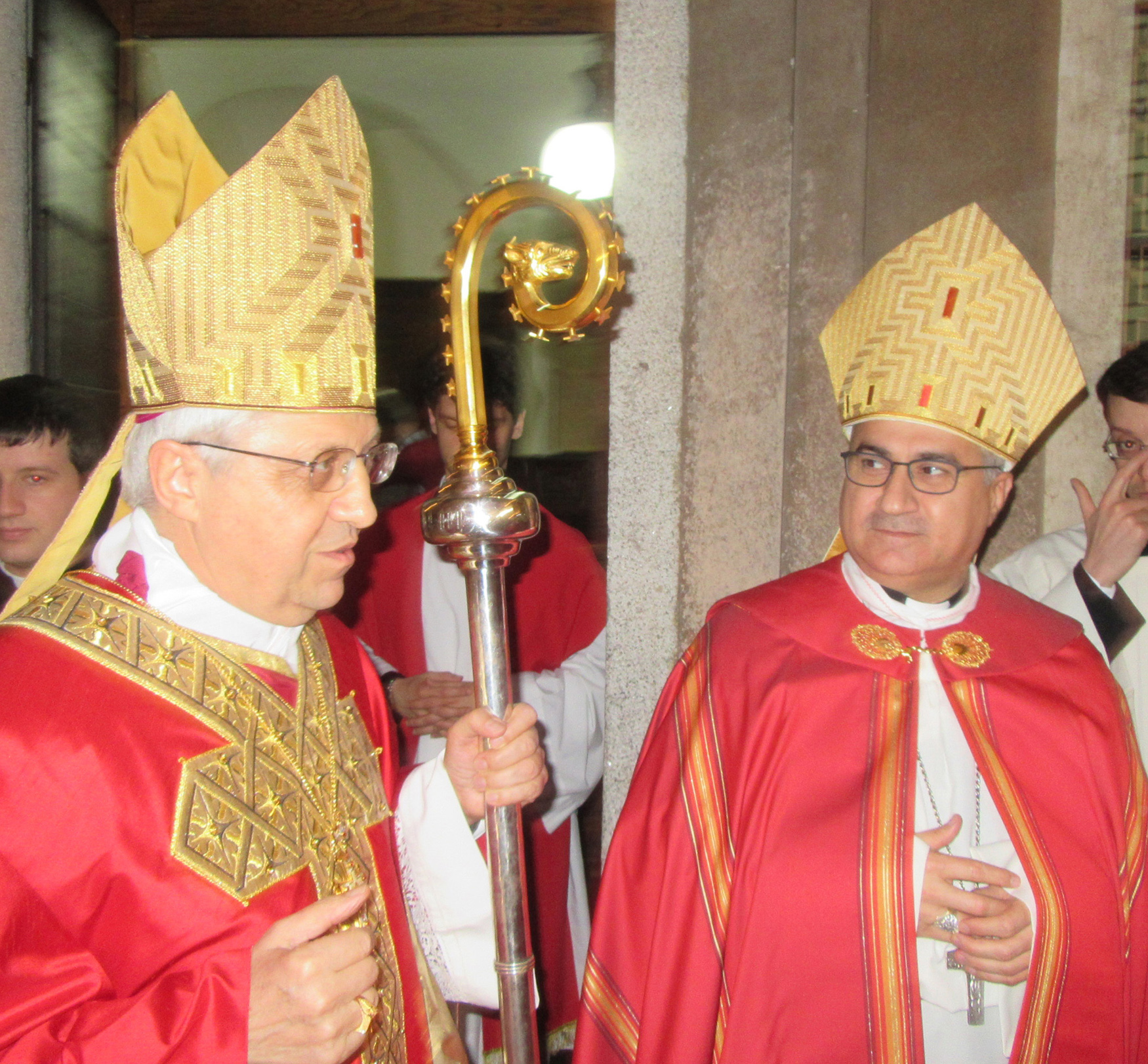
Monseniorul Malvestiti și monseniorul Bashar Warda (dreapta) în timpul privegherii de toată noaptea, la Rusalii, în Catedrala din Lodi, 14 mai 2016.
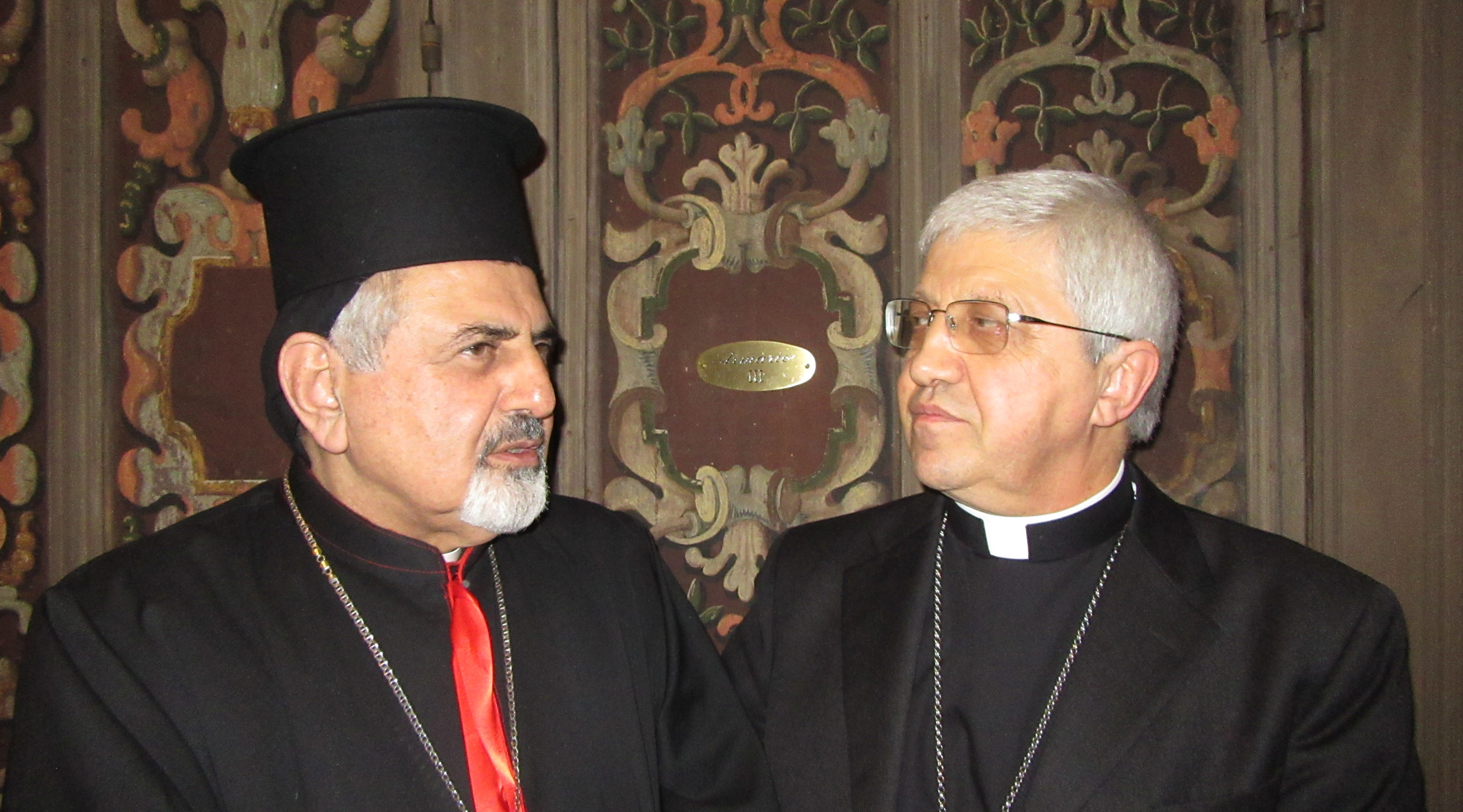
Monseniorul Malvestiti (dreapta) și patriarhul Ignațiu Iosif III Younan, în Lodi, 20 februarie 2017.
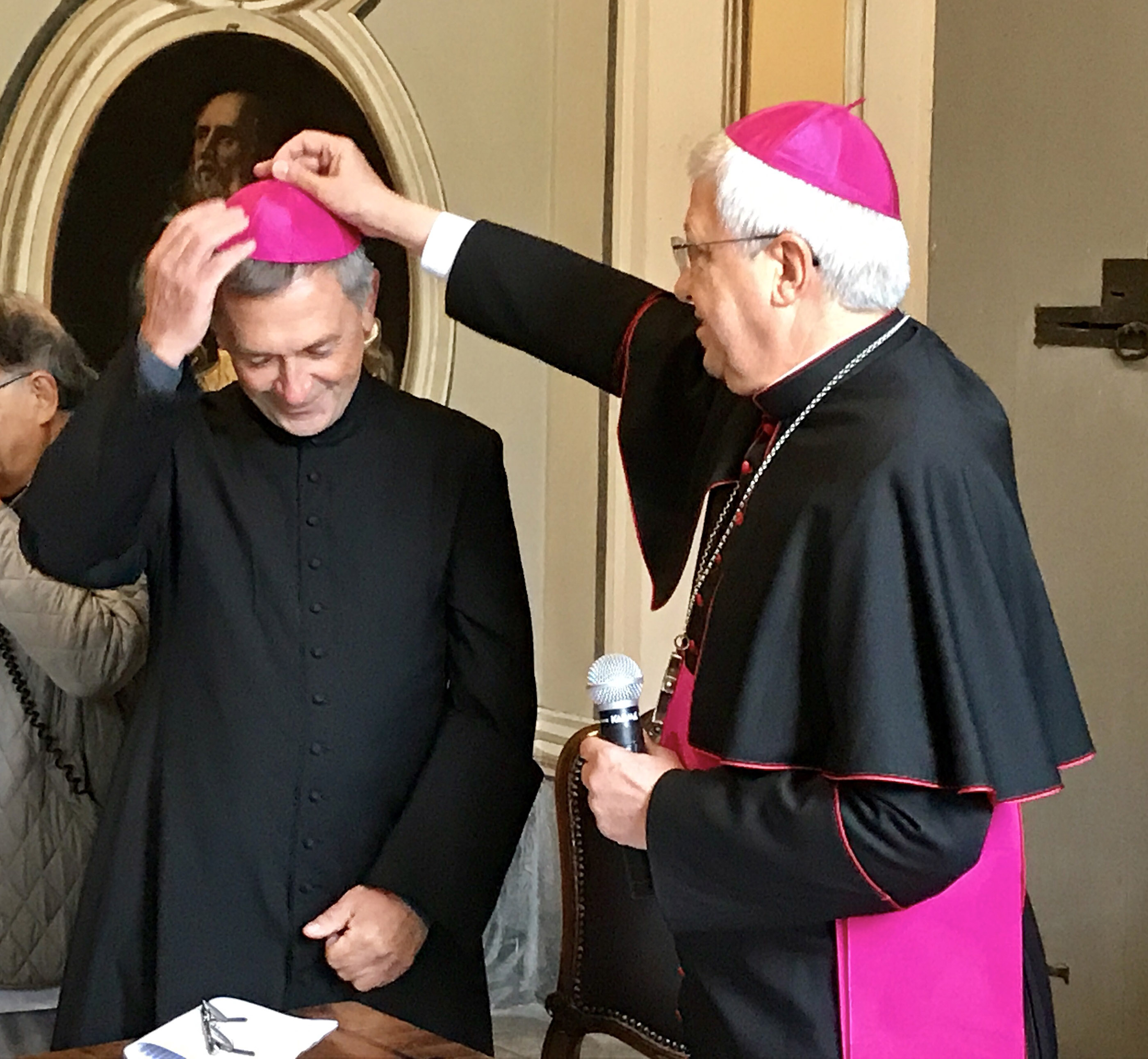
Monseniorul Malvestiti punându-i solideo (calota) noului episcop de Mondovì, monseniorul Egidio Miragoli, 29 septembrie 2017.

## Legături externe
- Site-ul oficial al Diecezei de Lodi